# Somatoformni poremećaj
Somatoformni ili somatizacijski poremećaj, (hysteria)  poremećaji su koji uključuju osjete posredovane autonomnim živčanim sustavom, tj. bez voljne kontrole.
U somatoformne poremećaje spadaju: konverzivni poremećaj, somatizacija, poremećaj osjeta bola, poremećaj sheme vlastitog tijela i hipohondrija.

## Konverzivni poremećaj
U konverzivnom poremećaju klasični simptomi sugeriraju bolest povezanu s nekim neurološkim oštećenjem, iako pregledi pokazuju da tjelesni organi i živčani sustav normalno funkcioniraju. Bolesnici mogu iskusiti djelomičnu ili potpunu kljenut ruku ili nogu. Vid može biti ozbiljno poremećen. Afonija – gubitak normalnog glasa i svih oblika govorenja osim šaputanja; anozmija – gubitak ili poremećaj njušnog osjeta; lažna trudnoća. 
Konverzivni simptomi svojom naravi pokazuju da su povezani sa psihološkim čimbenicima. Obično se pojavljuju iznenadno u stresogenim situacijama, omogućujući osobi da izbjegne neku djelatnost ili odgovornost ili stekne silno željenu pozornost.

## Somatizacija
Somatizacijski poremećaj je kronični, jaki psihijatrijski poremećaj koji se odlikuje mnogim recidivirajućim klinički značajnim tjelesnim tegobama (uključujući bol i gastrointestinalne, seksualne i neurološke simptome) koji se ne mogu objasniti potpuno fizičkom bolešću.
Okosnicu ovog poremećaja predstavljaju ponovljene, višestruke tjelesne tegobe, zbog kojih se traži pomoć liječnika, ali koje nemaju vidljivog tjelesnog uzroka. Uobičajene tegobe su glavobolje, zamorenost, bolovi u trbuhu, leđima i grudima; probavni simptomi, simptomi koji sugeriraju neurološki poremećaj, lupanje srca,...  Somatizacija dijeli mnoge zajedničke simptome s konverzivnim poremećajem. Često se navode anksioznost i depresivnost, kao i čitav niz problema ponašanja i interpersonalnih odnosa. Somatizacija tipično započinje u kasnoj adolescenciji i po svemu sudeći ima obiteljska obilježja, jer je nazočna u oko 20% najbližih srodnika bolesnika sa somatizacijom.

## Poremećaj osjeta boli
Ovaj se poremećaj dijagnosticira kada pojava, težina ili trajanje boli uzrokuju znatan stres i onesposobljenost, a ne mogu se pripisati organskoj patologiji. Ta bol može biti vremenski vezana uz neki sukob ili stres, ili pak osobi omogućuje da izbjegne neku neugodnu aktivnost ili da si priskrbi inače nedostupnu pažnju i suosjećanje.

## Poremećaj sheme vlastitog tijela
U ovom poremećaju osoba je zaokupljena zamišljenim ili prenaglašenim nedostatkom vlastitog izgleda. Ta zabrinutost uznemiruje osobu i dovodi do čestog posjećivanja npr. plastičnih kirurga.

## Hipohondrija
Hipohondrija je somatoformni poremećaj u kojem su pojedinci posve zaokupljeni strahom od teške i ozbiljne bolesti. Oni pretjerano reagiraju na uobičajene tjelesne osjete i manje abnormalnosti, smatrajući ih dokazima što potvrđuju njihovo uvjerenje.
Kod somatomofnih poremećaja postoji razlika od hipohondara: 
hipohondri su zabrinuti radi opasnosti od bolesti, a ovi radi samih simptoma;
hipohondri se najčešće boje jedne određene bolesti, a ovi se žale na niz neorganiziranih simptoma;
hipohondri vrlo "znanstveno" opisuju simptome, a ovi dramatiziraju